# División de Honor femenina de balonmano 2023/24
Die División de Honor 2023/24, die 67. Spielzeit der höchsten Spielklasse im spanischen Frauenhandball, war die 41. der División de Honor. Nach dem Hauptsponsor wird sie Liga Guerreras Iberdrola genannt. Der Verband RFEBM war Ausrichter der Meisterschaft. Die Spielzeit begann am 2. September 2023 und endete am 1. Juni 2024. Super Amara Bera Bera gewann die spanische Meisterschaft.

## Modus und Spielzeit
Die Spielzeit 2023/2024 wurde in einem gegenüber der Vorsaison leicht geänderten Modus ausgetragen.
Die zwölf Teams traten zunächst in der ersten Phase der Meisterschaft jeder gegen jeden in Heim- und Rückspiel an. Für einen Sieg erhielt eine Mannschaft zwei Punkte, für ein Unentschieden einen Punkt.
Die acht besten Teams dieser Spiele spielten dann im play-off por el título mit Viertelfinale, Halbfinale und Finale in Hin- und Rückspiel. Der Sieger des Finalspiels war spanischer Meister. Die vier Teams auf den Plätzen 9 bis 12 nach der ersten Phase spielten in Play-offs gegeneinander um den Klassenerhalt. Da das Teilnehmerfeld der Liga zur Saison 2024/2025 auf 14 Teams erweitert werden soll, gab es in der Saison 2023/2024 nur einen Absteiger.
Parallel zum Ligabetrieb nahmen Costa del Sol Málaga und Super Amara Bera Bera an der European League 2023/2024 und die Teams atticgo Balonmano Elche, KH-7 BM Granollers und Rocasa Gran Canaria am European Cup 2023/2024 teil.

## Abschlusstabelle
| Platz | Mannschaft                           | Anmerkung                            |
| ----- | ------------------------------------ | ------------------------------------ |
| 01.   | Super Amara Bera Bera                | Startplatz in der EHF EL 2024/2025   |
| 02.   | atticgo BM Elche                     | Startplatz in der EHF EL 2024/2025   |
| 03.   | Costa del Sol Málaga (M)             | Startplatz im EHF EC 2024/2025       |
| 04.   | Conservas Orbe Rubensa BM Porriño    | Startplatz im EHF EC 2024/2025       |
| 05.   | Caja Rural Aula Valladolid           | Startplatz im EHF EC 2024/2025       |
| 06.   | Mecalia Atlético Guardes             | –                                    |
| 07.   | Replasa Beti-Onak                    | –                                    |
| 08.   | KH-7 BM. Granollers                  | –                                    |
| 09.   | Rocasa Gran Canaria                  | –                                    |
| 10.   | motive.co Gijón Balonmano La Calzada | –                                    |
| 11.   | Elda Prestigio (N)                   | –                                    |
| 12.   | Lobas Global Atac Oviedo (N)         | Abstieg in die zweite Liga 2024/2025 |

Legende:
(M) = Meister der Vorjahressaison

(N) = „Neuling“, Aufsteiger aus der zweiten Liga

## Teams

### Vereine
Zwölf Teams spielen in der Saison: Costa del Sol Málaga, Super Amara Bera Bera, Caja Rural Aula Valladolid, Mecalia Atl. Guardes, KH-7 BM. Granollers, atticgo Balonmano Elche, Rocasa Gran Canaria, motive.co Gijón, Conservas Orbe Rubensa BM Porriño, Gurpea Beti Onak Azparren Gestión sowie die Aufsteiger aus der zweiten Liga Elda Prestigio und Lobas Global Atac Oviedo. Titelverteidiger ist Costa del Sol Málaga.

### Kader
Die Teams traten mit folgenden Spielerinnen an (Stand: September 2023)
- Mecalia Atl. Guardes: África Sempere, Blažka Hauptman, Nerea Solares, Cecilia Cacheda, María Palomo, Pauli Fernández, Miriam Sempere, Cristina Cifuentes, Andreza Costa Almeida, Elena Amores, María Sancha, Estela Carrera, Ania Ramos, Itziar Martínez, Sandra Radovic, Júlia Nuez
- Caja Rural Aula Valladolid: Elba Álvarez, Jimena Laguna, Lydia Blanco, Inoa Lucio, María O’Mullony, Carmen Sanz, Laura Bazco, Alicia Robles, Lorena Téllez, Irene Botella, Amina Sarr, Teresa Álvarez, María Antón, Martina Romero, Marcela Arounian, Clara Gutiérrez, Savina Bergara, Noelia Paniagua, Valeria de las Moras, Amaia G. De Garibay, Claudia Moreno, Victoria Casado
- Super Amara Bera Bera: Alice Fernandes Silva, Esther Arrojeria, Mariane Fernándes, Marie Louis, Emma Boada, Alba Menéndez, Naroa Zabala, Laura Hernández, Malena Cavo, Maitane Etxeberria, Maddi Aalla, Elke Karsten, Landie Tchaptchet, June Loidi, Anne Erauskin, Giulana Gavilán, Carmen Arroyo, Elene Vázquez
- Gurpea Beti Onak Azparren Gestión: Patricia Encinas, Adriana Mallo, Ainhoa García Durán, Naiara Retegi, Ayelén García, Eider Hernández, Lucía Zamora, Goretti Cacho, Grasielly Pereira, Isabel Fernández-Agustí, Olaia Luzuriaga, Macarena Sans, Almudena Gutiérrez, Paula García Locay, Gabriela Romero, Aileen Ripa, Lucía Ordoqui, Laida Urbitarte, Estitxu Rodríguez, Valeska Lovera, Kelly Fonkeng, Nerea Cadenas
- atticgo Balonmano Elche: Marisol Carratú, Ekaterina Zhukova, Paula Agulló, Tessa van Zijl, Lisa Oppedal, Celia Guilabert, Patricia Méndez, Nuria Andreu, Danila So Delgado, Nicole Morales, Clara Gascó, María Flores, Zaira Benítez, Udane Bernabé, María Carrillo, Pipy Wolfs, Paola Bernabé, Alexandra do Nascimento, Raquel Moré, Kelly Rosa, Noelia Solla
- Elda Prestigio: Lucía García, María de Gracia Duque, María Mulet, Fernanda de Lima, Sol Azcune, Agda Rafaela, Luna Villaescusa, Sofía Rivadeneira, Susi Sánchez, Camille Bispo, Anastasia Hvozd, Andrea Claramonte, María Rodríguez, Beatriz Escribano, Claudia Martínez, Isabel Gómez, Rocío García, Lucía Prades, Paula Lluch, Aitana Pastor, Kassia César
- motive.co Gijón: Raquel Álvarez, Alba Nosti, Lorena Zarco, Andrea Martín-Delgado, Paula Valdivia, María González, Aida Fernández, Lara Murillo, Diana Fernández, Lisa Chiagozie, Carolina Silva, Marta da Silva, Lucía Laguna, Juceleyde Pereira, Mina Novovic, Lucía Fernández, Lucía Méndez, Nayla de Andrés, Rocío Rojas, Dorottya Zentai, Sandra Pascual, Yeruti Giménez Faría
- KH-7 BM. Granollers: Pamela Rodrigues, Ona Vila, Lea Kofler, Carla González, Giulia Guarieiro, Alba Tort, Ester Somaza, Martina López Quer, Goundo Gassama, Paula Milagros, Ana González, Ariana Portillo, Anthía Espiñeira, Jana Castañera, Kadditou Jallow, Cristina Polonio, Marta Mera, Martina Capdevila
- Costa del Sol Málaga: Gabriela Bitolo, Bárbara Piñeira, Belén Jiménez, Estela Doiro, Eli Cesáreo, Silvia Arderius, Sole López, Sara Bravo, Elena Cuadrado, Estitxu Berasategi, Rocío Campigli, Patricia Lima, Espe López, Laura Sánchez, Bárbara Vela, Isabelle Medeiros, Gabriela Pessoa, Mercedes Castellanos, Sofía Anorh, Virginia Fernández
- Lobas Global Atac Oviedo: Aida Palicio, Celia Rojo, Andrea Zulet, Miriam Cortina, Amaia Arróniz, Brenda Torres, Teresa Rodríguez, Elena Martínez, Débora Torreira, Inés Suárez, Carmen García-Calvo, Camila Méndez, Danae Miranda, Jimena Merino, Dahiana Sánchez, Lorena García, Begoña Otero
- Conservas Orbe Rubensa BM Porriño: Inma García, Carolina Bono, Micaela Casasola, Sofía Gull, Alicia Campo, Iria Benaches, Malena Valles, Inés Hernández, Ayelén Rosález, Claudia Kaulback, Aitana Santomé, Lucía Álvarez, Ana Belén Palomino, Aroa Fernández, Maider Barros, Sarai Samartín, Paulina Pérez, Carmen Prelchi, Thais Fermo, Carme Castro, Maddi Bengoetxea, Marta Martínez, Lucía Castiñeira
- Rocasa Gran Canaria: Sabina Mínguez, Delfina Ojea, Melania Falcón, Almudena Rodríguez, Arinegua Pérez, Jelena Terzic, Susana Martín, Larissa Da Silva, Lourdes Guerra, Rebeca López, Silvia Navarro, Jhennifer Lopes, Marta Siñol, Carla Rebelles, Martina Lang, María Cobo, María Zaldúa, Yassira Ramírez, Valeria Martín, Amanda Toledo, Eider Poles, Yanire Torres, Daniela Moreno

## Erste Phase („Liga Regular - único“)
Die zwölf Mannschaften spielten die erste Phase im Modus jeder gegen jeden mit Hin- und Rückspiel. Nach der ersten Runde führte Bera Bera die Tabelle an. Nach dem 21. Spieltag standen die Teilnehmer der beiden weiteren Phasen fest. Sieger der ersten Phase wurde atticgo BM Elche.
| Pl. | Verein                               | Sp. | S  | U | N  | Tore      | Diff. | Punkte  |
| --- | ------------------------------------ | --- | -- | - | -- | --------- | ----- | ------- |
| 1. | atticgo BM Elche                     | 22  | 18 | 1 | 3  | 0645:5000 | +145  | 037:70  |
| 2. | Costa del Sol Málaga (M)             | 22  | 18 | 0 | 4  | 0562:5180 | +44   | 036:80  |
| 3. | Super Amara Bera Bera (P)            | 22  | 16 | 4 | 2  | 0666:5280 | +138  | 036:80  |
| 4. | Conservas Orbe Rubensa BM Porriño    | 22  | 14 | 1 | 7  | 0554:5040 | +50   | 029:150 |
| 5. | Mecalia Atlético Guardes             | 22  | 14 | 0 | 8  | 0601:5640 | +37   | 028:160 |
| 6. | Caja Rural Aula Valladolid           | 22  | 13 | 1 | 8  | 0635:6050 | +30   | 027:170 |
| 7. | KH-7 BM. Granollers                  | 22  | 11 | 2 | 9  | 0618:6080 | +10   | 024:200 |
| 8. | Replasa Beti-Onak                    | 22  | 9  | 0 | 13 | 0526:5720 | −46   | 018:260 |
| 9. | Rocasa Gran Canaria                  | 22  | 7  | 1 | 14 | 0520:5710 | −51   | 015:290 |
| 10. | Elda Prestigio (N)                   | 22  | 3  | 0 | 19 | 0526:6540 | −128  | 06:380  |
| 11. | motive.co Gijón Balonmano La Calzada | 22  | 3  | 0 | 19 | 0516:6090 | −93   | 06:380  |
| 12. | Lobas Global Atac Oviedo (N)         | 22  | 1  | 0 | 21 | 0518:6540 | −136  | 02:420  |
| Quelle: www.rfebm.com, Statistikwebsite der RFEBM, 2023/2024, Liga regular - único, Stand: 23. März 2024 |                                      |     |    |   |    |           |       |         |

Legende:

## Zweite Phase

### Spiele um den Klassenerhalt („2afase o fase final - play down“)
Die Teams, die nach der ersten Phase die letzten vier Plätze belegten, spielten in einer Gruppe gegen den Abstieg in die zweite Liga. Die in den Spielen der ersten Phase gegeneinander erzielten Punkte werden als Basis mitgenommen. Von den vier Teams steigt das nach der Klassenerhaltsrunde letzte Team in die zweite Liga ab.
Nach dem 21. Spieltag standen die Teilnehmer der Spiele um den Klassenerhalt fest: Rocasa Gran Canaria, Elda Prestigio, motive.co Gijón Balonmano La Calzada und Lobas Global Atac Oviedo.
Die Auslosung der Spielansetzungen für die anstehenden sechs Spieltage wurde am 25. März 2024 vorgenommen. Zu Beginn der Play-downs stand Rocasa Gran Canaria mit zehn Punkten vor Elda Prestigio und motive.co Gijón Balonmano La Calzada mit jeweils sechs Punkten und Lobas Global Atac Oviedo mit zwei Punkten, die aus den Spielen der vier Mannschaften gegeneinander in der ersten Phase des Ligabtriebs stammten. Die Spiele der Play-downs werden vom 20. April bis 1. Juni 2024 ausgetragen.
Nach dem dritten Spieltag der Abstiegsrunde stand Lobas Global Atac Oviedo als Absteiger fest.
| Pl.                                | Verein                               | Sp. | S | U | N  | Tore      | Diff. | Punkte  |
| ---------------------------------- | ------------------------------------ | --- | - | - | -- | --------- | ----- | ------- |
| 1.                                 | Rocasa Gran Canaria                  | 12  | 9 | 0 | 3  | 0324:2780 | +46   | 018:60  |
| 2.                                 | motive.co Gijón Balonmano La Calzada | 12  | 7 | 0 | 5  | 0299:2380 | +61   | 014:100 |
| 3.                                 | Elda Prestigio (N)                   | 12  | 6 | 0 | 6  | 0306:3140 | −8    | 012:120 |
| 4.                                 | Lobas Global Atac Oviedo (N)         | 12  | 2 | 0 | 10 | 0284:3380 | −54   | 04:200  |
| Quelle: RFEBM, Stand: 1. Juni 2024 |                                      |     |   |   |    |           |       |         |

Legende:

### Spiele um die Plätze 1 bis 8 („2afase o fase final“)
Die acht besten Teams nach der ersten Phase spielen untereinander die Meisterschaft in Play-offs aus. Gesamtsieger dieser K.O.-Runden ist das Team, das die meisten Punkte in den zwei Spielen (Hin- und Rückspiel) erreicht, bei Punktgleichstand geht das Rückspiel in die Verlängerung und ggf. noch in das Siebenmeterwerfen. Nach dem 21. Spieltag standen die Teilnehmer der Spiele um die Meisterschaft fest: Costa del Sol Málaga (M), Super Amara Bera Bera, atticgo BM Elche, Conservas Orbe Rubensa BM Porriño, Mecalia Atlético Guardes, Caja Rural Aula Valladolid, KH-7 BM. Granollers und Replasa Beti-Onak.
In der Vorsaison hatte es bei Punktgleichheit aus den beiden Spielen noch ein drittes Spiel gegeben. In der Saison 2023/2024 war für diesen Fall eine zehnminütige Verlängerung im zweiten Spiel vorgesehen, wobei diese unabhängig vom tatsächlichen Stand nach 60 Minuten mit einem 0:0 begann; der Sieger dieser Verlängerung stand als Gesamtsieger fest. Erstmals kam es so im Halbfinale 2023/2024 nach dem 27:26–Heimsieg von Porriño gegen Elche und dem 19:30 in Elche zu einer beim Stand von 0:0 beginnenden Verlängerung zur Ermittlung des Gesamtsiegers.
|  | Viertelfinale | Viertelfinale                     | Viertelfinale        | Viertelfinale | Viertelfinale |   |                          | Halbfinale                        | Halbfinale       | Halbfinale       | Halbfinale       | Halbfinale       |                  |    | Finale                | Finale                            | Finale | Finale | Finale |
|  |               |                                   |                      |               |               |   |                          |                                   |                  |                  |                  |                  |                  |    |                       |                                   |        |        |        |
|  | 8.            | Replasa Beti-Onak                 | 26                   | 22            | –             |   |                          |                                   |                  |                  |                  |                  |                  |    |                       |                                   |        |        |        |
|  | 1.            | atticgo BM Elche                  | 33                   | 25            | –             |   |                          |                                   |                  |                  |                  |                  |                  |    |                       |                                   |        |        |        |
|  | 1.            | atticgo BM Elche                  | 33                   | 25            | –             |   | 4.                       | Conservas Orbe Rubensa BM Porriño | 27               | 19               | 3                |                  |                  |    |                       |                                   |        |        |        |
|  |               |                                   |                      |               |               |   | 4.                       | Conservas Orbe Rubensa BM Porriño | 27               | 19               | 3                |                  |                  |    |                       |                                   |        |        |        |
|  |               | 1.                                | atticgo BM Elche     | 26            | 30            | 7 |                          |                                   |                  |                  |                  |                  |                  |    |                       |                                   |        |        |        |
|  | 5.            | 1.                                | atticgo BM Elche     | 26            | 30            | 7 | Mecalia Atlético Guardes | 29                                | 29               | –                |                  |                  |                  |    |                       |                                   |        |        |        |
|  | 5.            |                                   |                      |               |               |   |                          | 29                                | 29               | –                |                  |                  |                  |    |                       |                                   |        |        |        |
|  | 4.            | Conservas Orbe Rubensa BM Porriño | 30                   | 29            | –             |   |                          |                                   |                  |                  |                  |                  |                  |    |                       |                                   |        |        |        |
|  |               |                                   |                      |               |               |   |                          |                                   |                  |                  |                  |                  |                  | 3. | Super Amara Bera Bera | 30                                | 27     | –      |        |
|  |               | 1.                                | atticgo BM Elche     | 26            | 27            | – |                          |                                   |                  |                  |                  |                  |                  |    |                       |                                   |        |        |        |
|  | 6.            | Caja Rural Aula Valladolid        | 27                   | 23            | –             |   |                          |                                   |                  |                  |                  |                  |                  |    |                       |                                   |        |        |        |
|  | 3.            | Super Amara Bera Bera             | 34                   | 27            | –             |   |                          |                                   |                  |                  |                  |                  |                  |    |                       |                                   |        |        |        |
|  | 3.            | Super Amara Bera Bera             | 34                   | 27            | –             |   | 3.                       | Super Amara Bera Bera             | 22               | 27               | 5                |                  |                  |    |                       |                                   |        |        |        |
|  |               |                                   |                      |               |               |   | 3.                       | Super Amara Bera Bera             | 22               | 27               | 5                |                  |                  |    |                       |                                   |        |        |        |
|  |               | 2.                                | Costa del Sol Málaga | 21            | 28            | 4 |                          |                                   | Spiel um Platz 3 | Spiel um Platz 3 | Spiel um Platz 3 | Spiel um Platz 3 | Spiel um Platz 3 |    |                       |                                   |        |        |        |
|  | 7.            | 2.                                | Costa del Sol Málaga | 21            | 28            | 4 | KH-7 BM. Granollers      | 25                                | Spiel um Platz 3 | Spiel um Platz 3 | Spiel um Platz 3 | Spiel um Platz 3 | Spiel um Platz 3 | 19 | -                     |                                   |        |        |        |
|  | 7.            |                                   |                      |               |               |   |                          |                                   |                  |                  |                  |                  |                  |    | -                     |                                   |        |        |        |
|  | 2.            | Costa del Sol Málaga              | 25                   | 27            | -             |   |                          |                                   |                  |                  |                  |                  |                  |    | 4.                    | Conservas Orbe Rubensa BM Porriño | 29     | 31     | –      |
|  |               |                                   |                      |               |               |   |                          |                                   |                  |                  |                  |                  |                  |    | 2.                    | Costa del Sol Málaga              | 32     | 32     | –      |

#### Viertelfinale („2afase o fase final - Cuartos de final“)
Im Viertelfinale spielten die Teams in Hin- und Rückspiel um den Einzug ins Halbfinale. Das Team auf Platz 8 spielte gegen das Team auf Platz 1, der Siebtplatzierte gegen den Zweitplatzierten, das Team auf Platz 6 gegen das Team auf Platz 3 und der Fünftplatzierte spielte gegen das Team auf Platz 4. Das Recht auf das erste Heimspiel stand dabei jeweils dem in der ersten Phase schlechter platzierten Team zu. Das Team, das aus den beiden Spielen die meisten Punkte erzielte, zog ins Halbfinale ein.
Die Spiele wurden im April 2024 ausgetragen.
|                                 |                                        | Hinspiel                              | Rückspiel                            | Punkte (Tore) | Anmerkungen |
| ------------------------------- | -------------------------------------- | ------------------------------------- | ------------------------------------ | ------------- | --- |
| Replasa Beti-Onak (8.)          | atticgo BM Elche (1.)                  | 26:33 (11:18) (18.4.2024, Atarrabia)  | 22:25 (9:14) (30.4.2024, Elche)      | 0:4 (48:58)   | In der ersten Phase der Liga trennten sich die beiden Teams 25:35 (12:15) in Atarrabia und 21:37 (7:19) in Elche.      |
| KH-7 BM. Granollers (7.)        | Costa del Sol Málaga (2.)              | 25:25 (13:12) (20.4.2024, Granollers) | 19:27 (9:16) (27.4.2024, Málaga)     | 1:3 (44:53)   | In der ersten Phase der Liga trennten sich die beiden Teams 27:28 (11:12) in Granollers und 29:30 (14:18) in Málaga.   |
| Caja Rural Aula Valladolid (6.) | Super Amara Bera Bera (3.)             | 27:34 (10:17) (19.4.2024, Valladolid) | 23:27 (11:13) (27.4.2024, Donostia)  | 0:4 (50:61)   | In der ersten Phase der Liga trennten sich die beiden Teams 26:26 (14:11) in Valladolid und 23:42 (12:22) in Donostia. |
| Mecalia Atlético Guardes (5.)   | Conservas Orbe Rubensa BM Porriño (4.) | 29:30 (15:16) (20.4.2024, A Guarda)   | 29:29 (16:12) (28.4.2024, O Porriño) | 1:3 (58:59)   | In der ersten Phase der Liga trennten sich die beiden Teams 29:23 (17:15) in A Guarda und 22:23 (15:10) in O Porriño.  |

#### Spiele um die Plätze 5–8
Die Verlierer der Viertelfinale spielten die Platzierungen 5 bis 8 untereinander aus. Das bestplatzierte Team der regulären Phase traf dabei zunächst in Hin- und Rückspiel auf das in der ersten Phase schlechter platzierte Team, wobei letzteres das erste Heimspiel hatte; auch die beiden anderen Teams begannen ihr Duell in der Heimspielstätte des schlechter platzierten Teams. Die Sieger der Spiele traten dann gegeneinander an im Duell um den fünften Platz, die Verlierer spielten um Platz 7.
|                          |                                 | Hinspiel                             | Rückspiel                                | Punkte (Tore) | Anmerkungen |
| ------------------------ | ------------------------------- | ------------------------------------ | ---------------------------------------- | ------------- | --- |
| Replasa Beti-Onak (8.)   | Mecalia Atlético Guardes (5.)   | 27:25 (13:11) (4.5.2024, Atarrabia)  | 25:26 (14:12) (18. Mai 2024, A Guarda)   | 2:2 (52:51)   | Das Rückspiel ging, da beide Mannschaften aus den zwei Spielen zwei Punkte hatten, gemäß den zu dieser Saison neu eingeführten Regeln in eine zehnminütige Verlängerung, die bei 0:0 begann. Atlético Guardes gewann die Verlängerung mit 5:2 und zog somit ins Spiel um Platz 5 ein. In der ersten Phase der Liga trennten sich die beiden Teams 18:13 (11:6) in Atarrabia und 20:22 (12:13) in A Guarda. |
| KH-7 BM. Granollers (7.) | Caja Rural Aula Valladolid (6.) | 27:34 (13:15) (4.5.2024, Granollers) | 32:42 (19:21) (19. Mai 2024, Valladolid) | 0:4 (59:76)   | In der ersten Phase der Liga trennten sich die beiden Teams 36:25 (16:10) in Donostia und 21:35 (9:14) in Valladolid. |

#### Spiel um den 7. Platz
|                        |                          | Hinspiel                               | Rückspiel                                | Punkte (Tore) | Anmerkungen |
| ---------------------- | ------------------------ | -------------------------------------- | ---------------------------------------- | ------------- | --- |
| Replasa Beti-Onak (8.) | KH-7 BM. Granollers (7.) | 27:18 (14:5) (25. Mai 2024, Atarrabia) | 20:30 (11:16) (29. Mai 2024, Granollers) | 2:2 (47:48)   | Das Rückspiel ging, da beide Mannschaften aus den zwei Spielen zwei Punkte hatten, gemäß den zu dieser Saison neu eingeführten Regeln in eine zehnminütige Verlängerung, die bei 0:0 begann. Die Gastmannschaft Replasa Beti-Onak gewann diese Verlängerung mit 5:4 und sicherte sich damit den 7. Platz. In der ersten Phase der Liga trennten sich die beiden Teams 28:35 (10:18) in Atarrabia und 27:28 (10:12) in Granollers. |

#### Spiel um den 5. Platz
|                                 |                               | Hinspiel                                 | Rückspiel                             | Punkte (Tore) | Anmerkungen |
| ------------------------------- | ----------------------------- | ---------------------------------------- | ------------------------------------- | ------------- | --- |
| Caja Rural Aula Valladolid (6.) | Mecalia Atlético Guardes (5.) | 31:30 (15:19) (25. Mai 2024, Valladolid) | 25:22 (12:9) (29. Mai 2024, A Guarda) | 4:0 (56:52)   | In der ersten Phase der Liga trennten sich die beiden Teams 31:29 (12:13) in Valladolid und 26:33 (13:20) in A Guarda. |

#### Halbfinale
Im Halbfinale spielten die Teams, die die Viertelfinalrunde für sich entschieden, in Hin- und Rückspiel um den Einzug ins Finale. Das Recht auf das erste Heimspiel stand dabei jeweils dem in der ersten Phase schlechter platzierten Team zu. Das Team, das aus den beiden Spielen die meisten Punkte erzielte, zog ins Halbfinale ein.
|                                        |                           | Hinspiel                            | Rückspiel                            | Punkte (Tore) | Anmerkungen |
| -------------------------------------- | ------------------------- | ----------------------------------- | ------------------------------------ | ------------- | --- |
| Conservas Orbe Rubensa BM Porriño (4.) | atticgo BM Elche (1.)     | 27:26 (13:11) (4.5.2024, O Porriño) | 19:30 (11:14) (15. Mai 2024, Elche)  | 2:2 (46:56)   | Das Rückspiel ging, da beide Mannschaften aus den zwei Spielen zwei Punkte hatten, gemäß den zu dieser Saison neu eingeführten Regeln in eine zehnminütige Verlängerung, die bei 0:0 begann. Das Team aus Elche gewann diese Verlängerung mit 7:3 und zog damit in das Finale ein. In der ersten Phase der Liga trennten sich die beiden Teams 23:32 (11:15) in O Porriño und 22:23 (13:11) in Elche. |
| Super Amara Bera Bera (3.)             | Costa del Sol Málaga (2.) | 22:21 (14:11) (4.5.2024, Donostia)  | 27:28 (12:13) (19. Mai 2024, Málaga) | 2:2 (49:49)   | Das Rückspiel ging, da beide Mannschaften aus den zwei Spielen zwei Punkte hatten, gemäß den zu dieser Saison neu eingeführten Regeln in eine zehnminütige Verlängerung, die bei 0:0 begann. Bera Bera gewann die Verlängerung mit 5:4 und zog somit ins Finale ein. In der ersten Phase der Liga trennten sich die beiden Teams 25:21 (9:10) in Donostia und 21:26 (10:14) in Málaga.                |

#### Spiel um den 3. Platz
Im Spiel um den 3. Platz standen sich die beiden Verliererteams des Halbfinales gegenüber.
|                                        |                           | Hinspiel                                | Rückspiel                            | Punkte (Tore) | Anmerkungen |
| -------------------------------------- | ------------------------- | --------------------------------------- | ------------------------------------ | ------------- | --- |
| Conservas Orbe Rubensa BM Porriño (4.) | Costa del Sol Málaga (2.) | 29:32 (13:19) (25. Mai 2024, O Porriño) | 31:32 (16:13) (31. Mai 2024, Málaga) | 0:4 (60:64)   | In der ersten Phase der Liga trennten sich die beiden Teams 27:29 (15:17) in O Porriño und 15:17 (7:8) in Málaga. |

#### Finale (Spiel um die Meisterschaft)
Im Finale stehen sich die beiden Siegerteams des Halbfinales gegenüber. atticgo BM Elche hatte auch in der Vorsaison im Finale gestanden, dieses allerdings gegen Costa del Sol Málaga nach einem Entscheidungsspiel verloren (24:23, 26:28, 26:30).
|                            |                       | Hinspiel                            | Rückspiel                           | Punkte (Tore) | Anmerkungen |
| -------------------------- | --------------------- | ----------------------------------- | ----------------------------------- | ------------- | --- |
| Super Amara Bera Bera (3.) | atticgo BM Elche (1.) | 30:26 (11:13) (29.5.2024, Donostia) | 27:27 (11:15) (1. Juni 2024, Elche) | 3:1 (57:53)   | In der ersten Phase der Liga trennten sich die beiden Teams 27:27 (16:16) in Donostia und 32:22 (17:14) in Elche. |

- Daten zum Hinspiel:[16][17][20][21]
  - Super Amara Bera Bera (11+19): Maddi Aalla und Alice Fernandes Silva (im Tor); Esther Arrojería (7), Mariane Fernandes (8), Emma Boada (1), Alba Menéndez (1), Laura Hernández (1), Malena Cavo, Maitane Etxeberria (1), Elke Karsten (1), Lyndie Tchaptchet (4), June Loidi, Anne Erauskin (4), Lydia Blanco (1), Shula Gavilán (1) und Carmen Arroyo; Trainer: Imanol Álvarez
  - AtticGo BM Elche (13+13): Marisol Carratú und Nicole Morales im Tor; Ekaterina Zhukova, Paula Agulló, Tessa van Zijl (11), Lisa Oppedal (2), Patricia Méndez, Nuria Sempere, Danila So Delgado (3), María Flores, Zaira Benítez (1), María Carrillo, Pipy Wolfs (3), Paola Bernabé (2), Alexandra Do Nascimento (1) und Kelly Rosa (3); Trainer: Joaquín Rocamora
  - Schiedsrichter: Yon Bustamante und Javier Álvarez Mata
  - Zuschauer: 1600 im Polideportivo José Antonio Gasca

- Daten zum Rückspiel:[18][19]
  - AtticGo BM Elche (15+12): Marisol Carratú und Nicole Morales (1) im Tor; Ekaterina Zhukova, Tessa Van Zijl (2), Lisa Oppedal (2), Celia Guilabert (2), Patricia Méndez, Nuria Sempere, Danila So Delgado (7), Clara Gasco (2), María Flores (1), Zaira Benítez (4), Pipy Wolfs (3), Paola Bernabé (1), Alexandra Do Nascimento (2) und Kelly Rosa. Trainer: Joaquín Rocamora.
  - Super Amara Bera Bera (11+16): Maddi Aalla und Alice Fernandes Silva im Tor; Esther Arrojería (2), Mariane Fernandes (3), Emma Boada (1), Alba Menéndez (1), Laura Hernández (1), Malena Cavo, Maitane Etxeberria (3), Elke Karsten, Lyndie Tchaptchet (7), June Loidi, Anne Erauskin (2), Lydia Blanco (1), Shula Gavilán (1) und Carmen Arroyo (5). Trainer: Imanol Álvarez
  - Schiedsrichter: Raúl Oyarzun Aylagas und Aritz Zaragueta Ruiz

## Internationale Startplätze

### European League
Die internationalen Startplätze werden nach der EHF-Rangliste vergeben. Der spanische Meister nach der ersten Phase, atticgo BM Elche, erhielt ein Startrecht in der EHF European League und nimmt damit ebenso wie Super Amara Bera Bera an der Saison 2024/2025 dieses europäischen Wettbewerbs teil.

### European Cup
Für den Zweitplatzierten Costa del Sol Málaga gibt es ein Startrecht für die Saison 2024/2025 des EHF European Cup, an dem auch Conservas Orbe Rubensa BM Porriño sowie Caja Rural Aula Valladolid teilnehmen werden.

## Ehrungen

### Beste Spielerinnen (Guerrera Iberdrola)
In einigen Spielwochen wurde eine Spielerin als „Guerrera Iberdrola“ gewählt:
- 03: Lucía Prades (Elda Prestigio)[24]
- 04: Mercedes Castellanos (Costa del Sol Málaga)
- 05: Jimena Laguna (Caja Rural Aula Valladolid)[25]
- 06: Elke Karsten (Super Amara Bera Bera)[26]
- 07.: Lorena Téllez (Caja Rural Aula Valladolid)[27]
- 09.: Silvia Arderíus (Costa del Sol Málaga)[28]
- 10.: Giulia Guarieiro (KH-7 Granollers)[29]
- 12.: Beatriz Escribano (Elda Prestigio)[30]
- 13.: Jimena Laguna (Caja Rural Aula Valladolid)[31]
- 14.: María Prieto O’Mullony (Caja Rural Aula Valladolid)[32]
- 15.: Eider Poles (Rocasa Gran Canaria)[33]
- 16.: Giulia Guarieiro (KH-7 Granollers)[34]
- 17.: Elba Álvarez (Caja Rural Aula Cultural Valladolid)[35]
- 18.: Olaia Luzuriaga (Replasa Beti-Onak)[36]
- 19.: Carmen Arroyo, (Super Amara Bera Bera)[37]
- 20.: Ania Ramos (Mecalia Atlético Guardés)[38]
- 21.: Marta Mera (KH-7 BM. Granollers)[39]
- 22.: Esther Arrojeria[40]
- Viertelfinale: Paulina Pérez Buforn (Conservas Orbe Rubensa Porriño)[41]
- Halbfinale: Mariane Fernándes (Super Amara Bera Bera)[42]
- Playdown: Larissa Da Silva (Rocasa Gran Canaria)[43]
- Finalhinspiel: Tessa van Zijl (atticgo Balonmano Elche)[44]
- Finalrückspiel: Lyndie Tchaptchet (Super Amara Bera Bera)[45]

### Erfolgreichste Torwerferinnen der Phase 1
| Platz | Spielerin               | Verein                     | Tore | Partien |
| 1.    | María Prieto O’Mullony  | Caja Rural Aula Valladolid | 130  | 22      |
| 2.    | Danila So Delgado Pinto | atticgo Balonmano Elche    | 126  | 22      |
| 3.    | Giulia Guarieiro        | KH-7 BM Gronollers         | 125  | 21      |
| 4.    | Jimena Laguna Contreras | Caja Rural Aula Valladolid | 113  | 22      |
| 5.    | Elena Martínez Ruiz     | Lobas Global Atac Oviedo   | 102  | 22      |

### Beste Schiedsrichter
Die Auszeichnung als beste Schiedsrichter der Liga Guerreras 2023/2024 erhielten Raúl Oyarzún und Aritz Zaragueta.

### All-Star-Team
Ins All-Star-Team wurden im Juni 2024 die Spielerinnen Nicole Morales, Silvia Arderius, María Prieto, Danila So Delgado, Maitane Etxeberria, Soledad López und Lyndie Tchaptchet gewählt, als bester Trainer Imanol Álvarez.
Maitane Etxeberria wurde auch als beste Verteidigerin gewählt, als beste neue Spielerin Eider Poles.
Als Most Valuable Player (MVP) der Saison wurde Danila So Delgado gewählt.